# Citrus swinglei
Citrus swinglei är en vinruteväxtart som beskrevs av Isaac Henry Burkill och Hermann August Theodor Harms. Citrus swinglei ingår i släktet citrusar, och familjen vinruteväxter. Inga underarter finns listade i Catalogue of Life.